# Gijverinkhove
Gijverinkhove is een landelijk dorpje in de Belgische provincie West-Vlaanderen. Sinds 1977 is het een deelgemeente van Alveringem. Daarvoor, in 1971, was het al aan Leisele gehecht.

## Geschiedenis
Gijverinkhove werd voor het eerst vermeld in 1120 als Gibahardinge hofa, vermoedelijk hof van Ghyverinc betekenend, naar de bezitter. In 1143 was er al sprake van een parochie waarvan het patronaatsrecht behoorde aan de Abdij van Voormezele.
Gijverinkhove heeft een kasteel gekend, Ter Mandelstede genaamd. Dit kasteel werd in 1805 gesloopt. De straatnaam Kasteeldreef herinnert hier nog aan.

## Demografische ontwikkeling
- Bronnen:NIS, Opm:1831 tot en met 1970=volkstellingen; 1976 = inwoneraantal op 31 december

## Bezienswaardigheden
- Sint-Pieterskerk
- Pastorie van 1775
- Diverse historische boerderijen
- Museum George Grard, tentoonstelling van beeldhouwer George Grard.

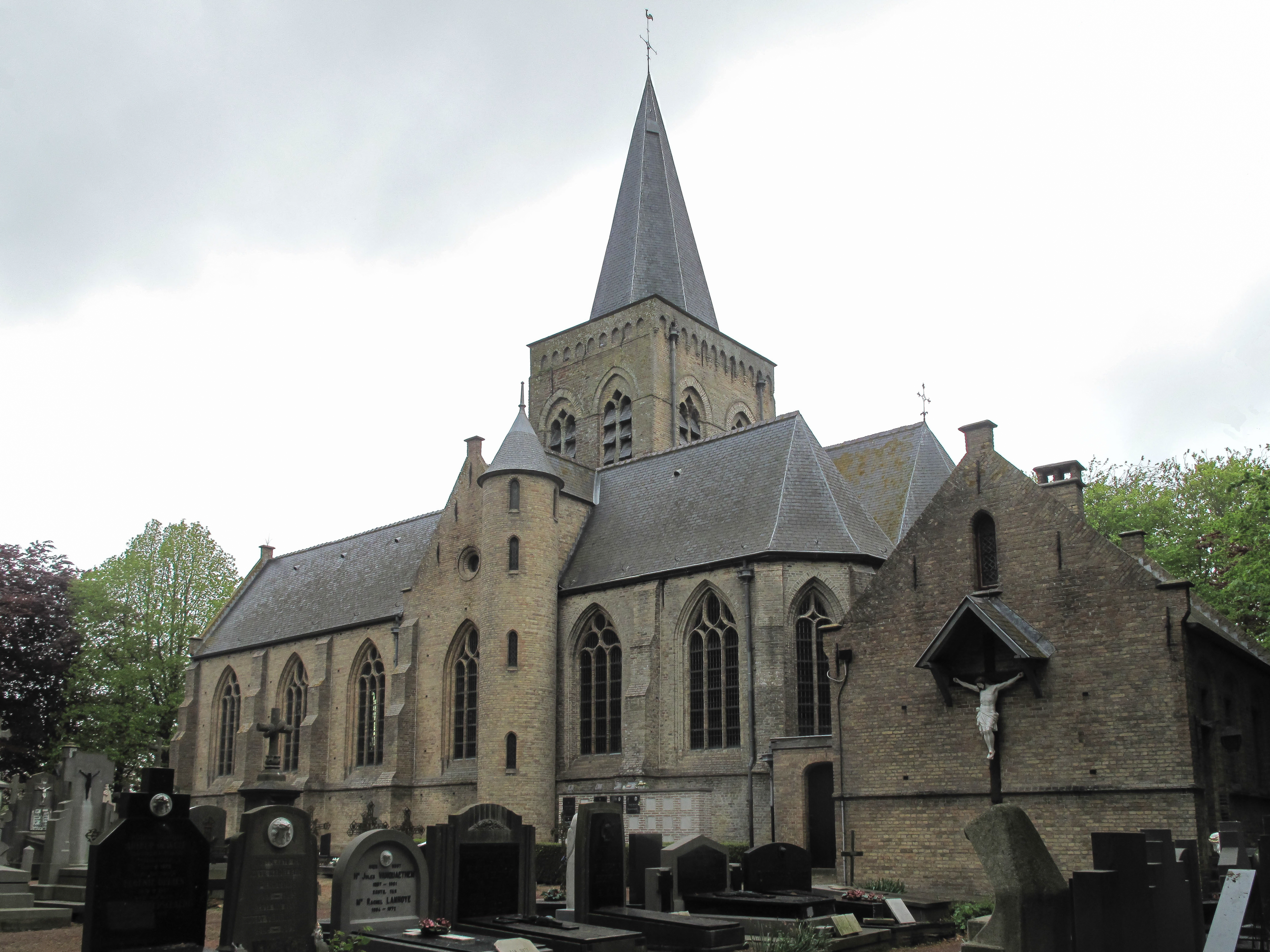
Sint-Pieterskerk

## Natuur en landschap
Gijverinkhove ligt in Zandlemig Vlaanderen op een hoogte van ongeveer 12 meter.

## Nabijgelegen kernen
Hoogstade, Beveren aan de IJzer, Leisele, Izenberge
Deelgemeenten: Alveringem · Beveren aan de IJzer · Gijverinkhove · Hoogstade · Izenberge · Leisele · Oeren · Sint-Rijkers · Stavele

Belgische gemeenten · Arrondissement Veurne · West-Vlaanderen · Vlaanderen